# Tamzine
Tamzine – drewniana otwarta łódź rybacka zbudowana metodą klinkierową, wyposażona w żagle i zdejmowaną ławkę na środku, zaprojektowana z myślą o całorocznych połowach u wybrzeży angielskiej wsi Birchington-on-Sea. Jeden z „małych statków z Dunkierki” (ang. Little Ships of Dunkirk).   

## Historia
Tamzine to lekka, mocna, długa na prawie 5 metrów, łódź rybacka i żaglowa z drewna świerkowego, zbudowana w Margate w hrabstwie Kent w 1937. W czasie II wojny światowej została zarekwirowana do użycia w brytyjskiej operacji o nazwie „Dynamo” – ewakuacji Brytyjskich Sił Ekspedycyjnych z plaż Dunkierki we Francji, od 26 maja do 4 czerwca 1940. Jest to najmniejszy znany statek, który brał udział w tym wydarzeniu.
Tamzine został nazwany na cześć osiemnastoletniej żony szypra, która utopiła się w roku 1700 we wraku znajdującym się w brytyjskim archipelagu Scilly i została pochowana na cmentarzu na wyspie St Mary’s. Obecnie Tamzine eksponowany jest w Imperial War Museum w Londynie.

## Galeria

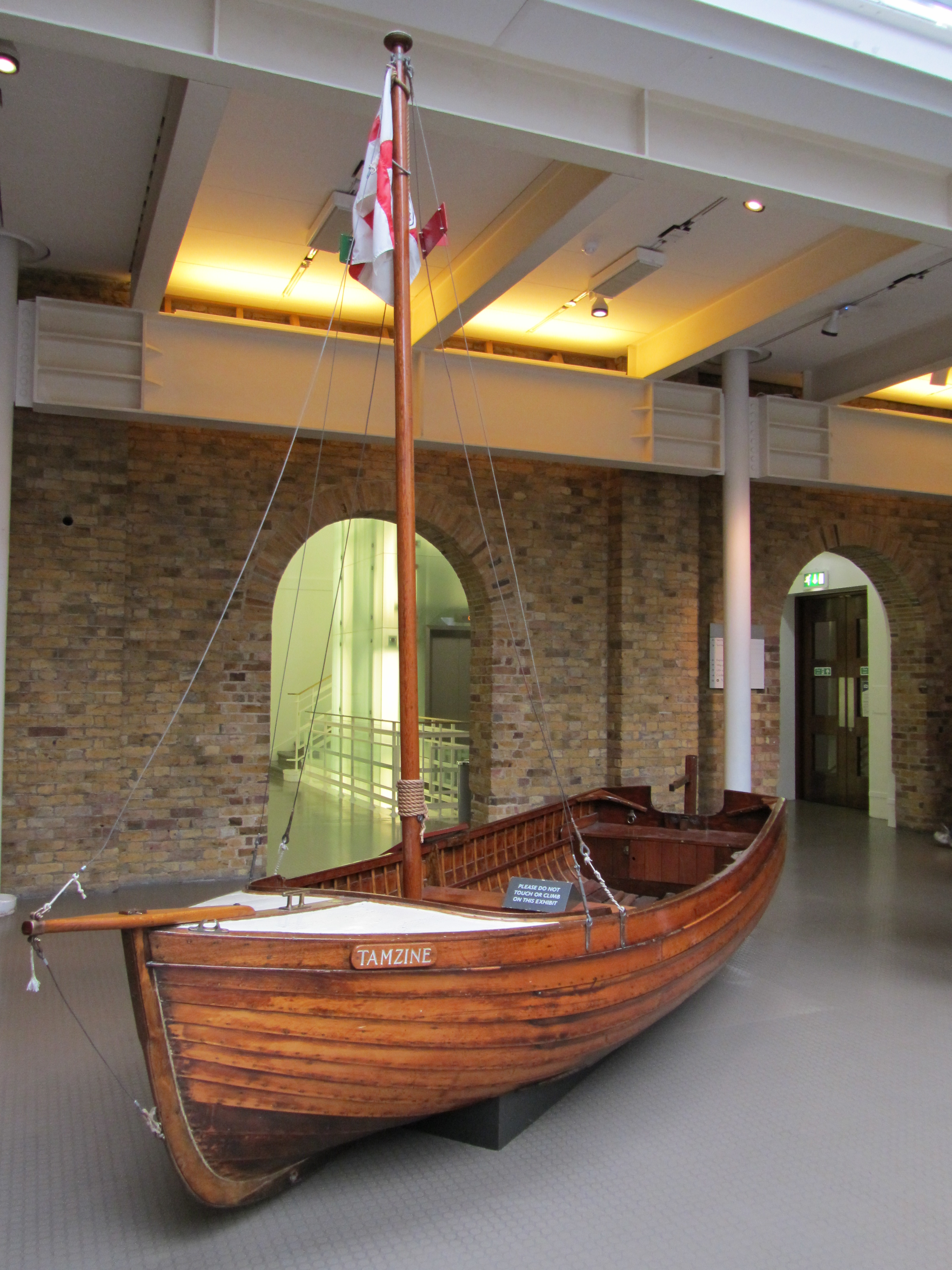
Tamzine w Imperial War Museum w Londynie
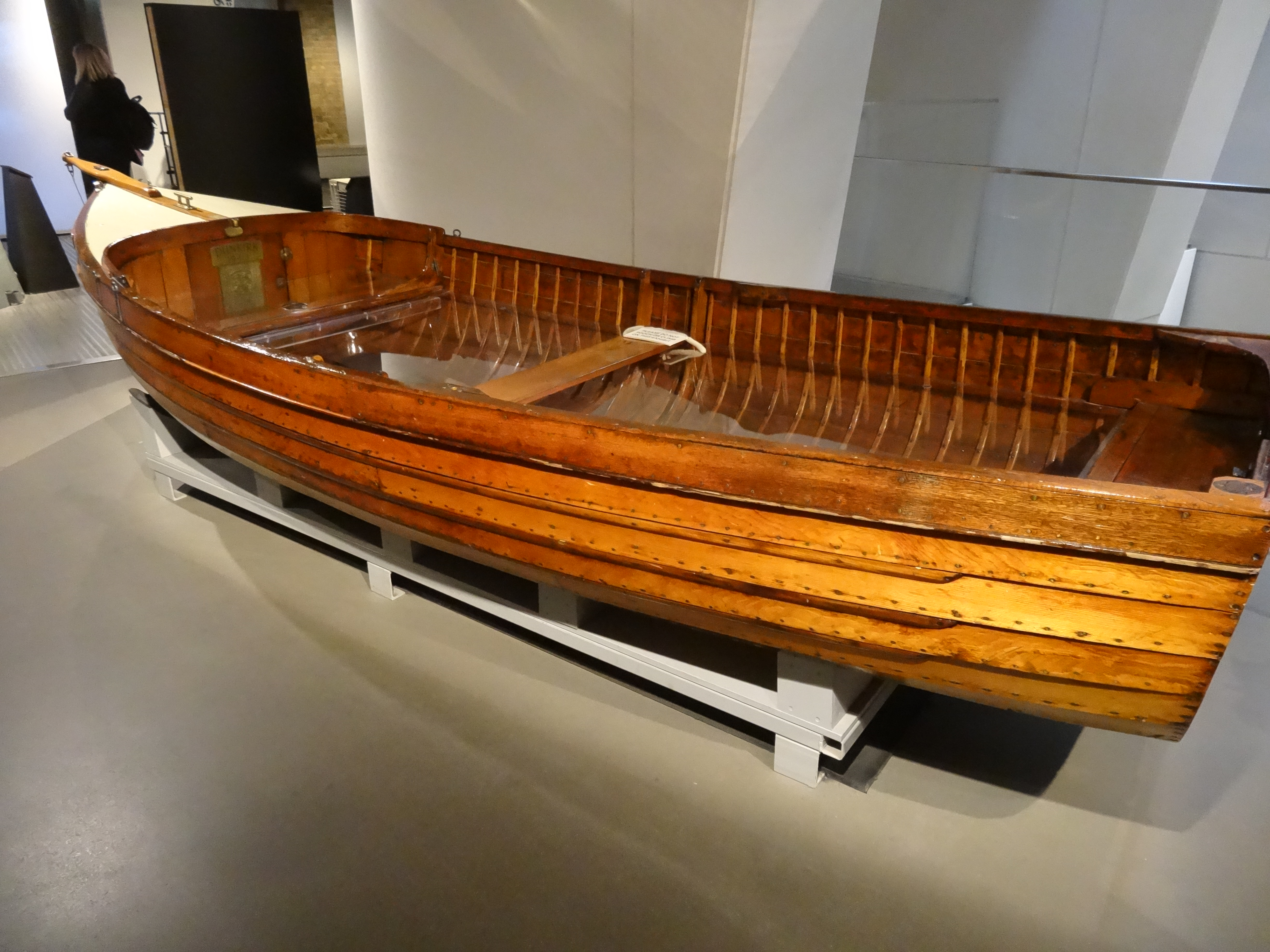